# هاینریش شوایگر
هاینریش شوایگر (آلمانی: Heinrich Schweiger؛ ‏ ۲۳ ژوئیهٔ ۱۹۳۱ – ۱۴ ژوئیهٔ ۲۰۰۹) یک هنرپیشه اهل اتریش بود. وی بین سال‌های ۱۹۴۹ تا ۲۰۰۹ میلادی فعالیت می‌کرد.
از فیلم‌های وی می‌توان به خانم صاحبخانه هم روابط عاشقانه دارد و قصر لذت اشاره کرد.